# Chapter 1: The End
Chapter 1: The End – drugi studyjny album zespołu hip-hopowego Three 6 Mafia. Został wydany 3 grudnia, 1996 roku nakładem wytwórni Prophet Entertainment.
Album sprzedał się w ponad 200.000 egzemplarzach. Gościnnie występują K-Rock, Gangsta Blac, M-Child, MC Mack, Indo G, Project Pat.

## Lista utworów
| #  | Tytuł                  | Kompozytorzy                                                                             | Producent(ci)     | Goście                                     | Czas |
| -- | ---------------------- | ---------------------------------------------------------------------------------------- | ----------------- | ------------------------------------------ | ---- |
| 1  | "Our Arrival"          | Paul Beauregard Jordan Houston                                                           | DJ Paul & Juicy J |                                            | 0:54 |
| 2  | "Stomp"                | Paul Beauregard Jordan Houston Ricky Dunigan Robert Cooper                               | DJ Paul & Juicy J |                                            | 4:10 |
| 3  | "Money Flow"           | Paul Beauregard Jordan Houston Ricky Dunigan Lola Mitchell Robert Cooper                 | DJ Paul & Juicy J | K-Rock                                     | 4:06 |
| 4  | "Late Nite Tip"        | Paul Beauregard Jordan Houston Ricky Dunigan Lola Mitchell Robert Cooper                 | DJ Paul & Juicy J |                                            | 5:16 |
| 5  | "Gotcha Shakin'"       | Paul Beauregard Jordan Houston Ricky Dunigan Lola Mitchell                               | DJ Paul & Juicy J |                                            | 6:14 |
| 6  | "I Ain't Goin'"        | Paul Beauregard Jordan Houston Ricky Dunigan Robert Cooper                               | DJ Paul & Juicy J |                                            | 3:54 |
| 7  | "Good Stuff"           | Paul Beauregard Jordan Houston Ricky Dunigan Lola Mitchell Robert Cooper                 | DJ Paul & Juicy J |                                            | 4:16 |
| 8  | "Walk Up 2 Yo House"   | Paul Beauregard Jordan Houston Ricky Dunigan Lola Mitchell Koopsta Knicca                | DJ Paul & Juicy J |                                            | 4:33 |
| 9  | "In 2 Deep"            | Paul Beauregard Jordan Houston Ricky Dunigan Lola Mitchell Robert Cooper                 | DJ Paul & Juicy J |                                            | 3:50 |
| 10 | "Last Man Standing"    | Paul Beauregard Jordan Houston Ricky Dunigan Lola Mitchell                               | DJ Paul & Juicy J | Gangsta Blac M-Child                       | 5:03 |
| 11 | "Destruction Terror"   | Paul Beauregard Jordan Houston Ricky Dunigan Lola Mitchell Robert Cooper                 | DJ Paul & Juicy J |                                            | 3:57 |
| 12 | "Body Parts"           | Paul Beauregard Jordan Houston Ricky Dunigan Darnell Carlton Lola Mitchell Robert Cooper | DJ Paul & Juicy J | K-Rock MC Mack M-Child Indo G Gangsta Blac | 5:30 |
| 13 | "Where's Da Bud"       | Paul Beauregard Jordan Houston Ricky Dunigan                                             | DJ Paul & Juicy J |                                            | 3:57 |
| 14 | "Gette'm Crunk"        | Paul Beauregard Jordan Houston Ricky Dunigan Lola Mitchell Robert Cooper                 | DJ Paul & Juicy J |                                            | 4:24 |
| 15 | "Where da Killaz Hang" | Ricky Dunigan Darnell Carlton Robert Cooper Patrick Houston                              | DJ Paul & Juicy J | Project Pat                                | 5:19 |
| 16 | "The End"              | Paul Beauregard Jordan Houston                                                           | DJ Paul & Juicy J |                                            | 4:16 |
| 17 | "Life or Death"        | Paul Beauregard Jordan Houston Robert Cooper                                             | DJ Paul & Juicy J | MC-Mack, K-Rock                            | 4:14 |

## Notowania
| Rok  | Album              | Pozycja       | Pozycja                |
| Rok  | Album              | Billboard 200 | Top R&B/Hip Hop Albums |
| 1996 | Chapter 1: The End | 126           | 42                     |